# Beatrice Capra
Beatrice Capra (Baltimora, 6 aprile 1992) è una tennista statunitense.
Di origini italiane, salí alla ribalta nel 2010 vincendo il torneo del Bonfiglio e spingendosi poco dopo fino al terzo turno degli US Open dello stesso anno, dove venne battuta da Marija Šarapova per 6-0 6-0. Considerata come una futura potenza mondiale, la Capra (allora diciottenne) non riuscì più a riprendersi da quella sconfitta.
Dopo alcuni tentativi di riprendere l'attività agonistica, decise di lasciare il mondo del tennis per dedicarsi ad altro, anche se finora non è mai stata comunicata la notizia di un suo ritiro ufficiale.

## Biografia
Di origini italiane da parte del padre nato nel 1954 (Monza), nata nello stato del Maryland, iniziò la pratica del tennis all'età di nove anni; ha vinto un torneo singolo.
Nel 2008 partecipò senza superare il primo turno all'US Open, l'anno successivo, nel 2009, all'Open di Francia perse contro Valerija Solov'ëva al terzo turno. All'US Open 2010 giunse al terzo turno venendo eliminata da Marija Šarapova.

## Statistiche

### Risultati in progressione
| Sigla | Risultato               |
| ----- | ----------------------- |
| V     | Vincitore               |
| F     | Finalista               |
| SF    | Semifinalista           |
| O     | Oro olimpico            |
| A     | Argento olimpico        |
| SF    | Bronzo olimpico         |
| QF    | Quarti di Finale        |
| 4T    | Quarto turno            |
| 3T    | Terzo turno             |
| 2T    | Secondo turno           |
| 1T    | Primo turno             |
| RR    | Round Robin             |
| LQ    | Turno di qualificazione |
| A     | Assente                 |
| ND    | Non disputato           |

| Legenda superfici    |
| -------------------- |
| Cemento              |
| Terra battuta        |
| Erba                 |
| Superficie variabile |

#### Singolare nei tornei del Grande Slam
| Torneo          | 2010 | 2011 | 2012 | 2013 | 2014 |
| --------------- | ---- | ---- | ---- | ---- | ---- |
| Australian Open | A    | A    | A    | A    | A    |
| Open di Francia | A    | A    | A    | A    | A    |
| Wimbledon       | A    | A    | A    | A    | A    |
| US Open         | 3T   | A    | A    | A    | A    |

#### Doppio nei tornei del Grande Slam
Nessuna partecipazione

#### Doppio misto nei tornei del Grande Slam
| Torneo          | 2010 | 2011 | 2012 | 2013 | 2014 |
| --------------- | ---- | ---- | ---- | ---- | ---- |
| Australian Open | A    | A    | A    | A    | A    |
| Open di Francia | A    | A    | A    | A    | A    |
| Wimbledon       | A    | A    | A    | A    | A    |
| US Open         | 1T   | A    | A    | A    | A    |